# Wally Szczerbiak
Walter Robert "Wally" Szczerbiak (Madrid, 5 de março de 1977) é um ex-jogador de basquetebol profissional espanhol, naturalizado norte-americano, que atuava como Ala na National Basketball Association (NBA).

## Estatísticas

### Temporada regular
| Ano      | Equipe    | PJ  | PT  | MPP  | %TC  | %3P  | %TL  | RPP | APP | ROB | TPP | PPP  |
| -------- | --------- | --- | --- | ---- | ---- | ---- | ---- | --- | --- | --- | --- | ---- |
| 1999-00  | Minnesota | 73  | 53  | 29.7 | .511 | .359 | .826 | 3.7 | 2.8 | .8  | .3  | 11.6 |
| 2000-01  | Minnesota | 82  | 82  | 34.8 | .510 | .338 | .870 | 5.5 | 3.2 | .7  | .4  | 14.0 |
| 2001-02  | Minnesota | 82  | 82  | 38.0 | .508 | .455 | .831 | 4.8 | 3.1 | .8  | .3  | 18.7 |
| 2002-03  | Minnesota | 52  | 42  | 35.3 | .481 | .421 | .867 | 4.6 | 2.6 | .9  | .4  | 17.6 |
| 2003-04  | Minnesota | 28  | 0   | 22.2 | .449 | .435 | .828 | 3.1 | 1.2 | .4  | .0  | 10.2 |
| 2004-05  | Minnesota | 81  | 37  | 31.6 | .506 | .373 | .855 | 3.7 | 2.4 | .5  | .2  | 15.5 |
| 2005-06  | Minnesota | 40  | 40  | 38.9 | .495 | .406 | .896 | 4.8 | 2.8 | .5  | .4  | 20.1 |
| 2005-06  | Boston    | 32  | 31  | 36.7 | .476 | .393 | .898 | 3.8 | 3.2 | .6  | .1  | 17.5 |
| 2006-07  | Boston    | 32  | 19  | 28.1 | .415 | .415 | .897 | 3.1 | 1.7 | .6  | .1  | 15.0 |
| 2007-08  | Seattle   | 50  | 1   | 23.6 | .460 | .428 | .843 | 2.7 | 1.4 | .3  | .1  | 13.1 |
| 2007-08  | Cleveland | 25  | 1   | 22.2 | .359 | .365 | .878 | 3.2 | 1.4 | .4  | .3  | 8.2  |
| 2008-09  | Cleveland | 74  | 5   | 20.6 | .450 | .411 | .849 | 3.1 | 1.1 | .4  | .1  | 7.0  |
| Total    | Total     | 651 | 393 | 30.8 | .485 | .406 | .860 | 4.0 | 2.4 | .6  | .2  | 14.1 |
| All-Star | All-Star  | 1   | 0   | 12.0 | .667 | .667 | .000 | 3.0 | 3.0 | 1.0 | .0  | 10.0 |

### Playoffs
| Ano   | Equipe    | PJ | PT | MPP  | %TC  | %3P  | %TL  | RPP | APP | ROB | TPP | PPP  |
| ----- | --------- | -- | -- | ---- | ---- | ---- | ---- | --- | --- | --- | --- | ---- |
| 2000  | Minnesota | 4  | 4  | 23.5 | .400 | .000 | .000 | 2.0 | .5  | .8  | .2  | 6.0  |
| 2001  | Minnesota | 4  | 4  | 35.8 | .486 | .000 | .800 | 4.5 | 2.5 | 1.2 | .8  | 14.0 |
| 2002  | Minnesota | 3  | 3  | 43.7 | .477 | .222 | .889 | 7.0 | 2.0 | .7  | .0  | 20.0 |
| 2003  | Minnesota | 6  | 6  | 42.0 | .475 | .214 | .867 | 5.0 | 2.2 | 1.0 | .2  | 14.5 |
| 2004  | Minnesota | 12 | 0  | 24.8 | .420 | .345 | .927 | 3.3 | 1.7 | .5  | .2  | 11.8 |
| 2008  | Cleveland | 13 | 13 | 28.8 | .376 | .323 | .929 | 1.8 | 1.5 | .2  | .1  | 10.8 |
| 2009  | Cleveland | 12 | 0  | 12.8 | .444 | .167 | .818 | 2.3 | .6  | .2  | .1  | 3.6  |
| Total | Total     | 54 | 30 | 26.8 | .427 | .285 | .882 | 3.1 | 1.4 | .5  | .2  | 10.2 |